# آرون چندلر
آرون چندلر (انگلیسی: Aaron Chandler؛ زادهٔ ۳ اکتبر ۱۹۸۳) بازیکن فوتبال اهل ایالات متحده آمریکا است.
از باشگاه‌هایی که در آن بازی کرده‌است می‌توان به کلمبوس کرو و باشگاه فوتبال دی‌سی یونایتد اشاره کرد.